# Вейль, Симона (философ)

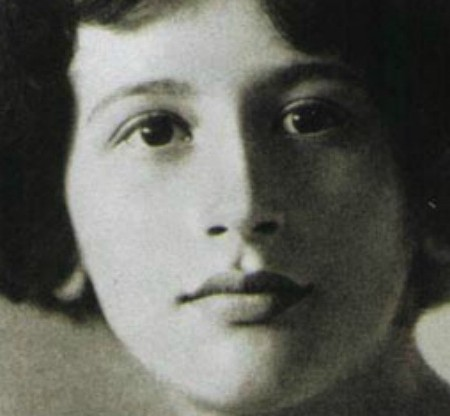
Симона Вейль (1921)

Симо́на Адольфи́на Вейль (Вайль) (фр. Simone Adolphine Weil; 3 февраля 1909 года, Париж — 24 августа 1943 года, Ашфорд, Англия) — французская религиозная мыслительница и философ. Сестра математика Андре Вейля.

## Биография
Родилась в состоятельной еврейской семье. Окончила лицей Генриха IV (1927), где испытала влияние Эмиля Шартье. Окончила Высшую нормальную школу, где училась в 1928—1931 годах философии и классической филологии. После окончания в 1931—1938 годах преподавала философию в школах в городах Франции.
Была сторонницей марксизма, троцкизма и анархизма. Ещё в 10-летнем возрасте, в 1919 году, она объявила себя «большевичкой». Присоединилась к рабочему движению с юного возраста, писала политические воззвания и участвовала в уличных демонстрациях. Была вовлечена во всеобщую забастовку 1933 года. В 1932 году посетила Германию, чтобы помочь марксистским активистам в антифашистской борьбе, а после прихода в 1933 году к власти нацистов предоставляла приют немецким левым эмигрантам, бежавшим от гитлеровского режима (в том числе активистам Социалистической рабочей партии Якобу Вальхеру и Паулю Фрёлиху).
Она так никогда и не вступила в коммунистическую партию и становилась всё более критичной к советской модели, указывая, что Маркс не предвидел, что эксплуататоров-капиталистов сменят новые угнетатели-бюрократы. Она участвовала в «Кружке демократических коммунистов» Бориса Суварина. В конце декабря 1933 года она помогла изгнаннику Льву Троцкому провести тайные встречи на квартире своего отца, доктора Вейля. Однако Вейль и Троцкий полемизировали по поводу перспектив диктатуры пролетариата.
В 1934—1935 годах она, чтобы узнать жизнь пролетариата, была разнорабочей на автомобильных заводах (одним из которых был Renault) и писала в левой прессе о тяжёлых условиях труда.
В 1936 году, несмотря на свой пацифизм, отправилась в Испанию с удостоверением журналиста, чтобы участвовать в Гражданской войне на стороне республиканцев в отряде анархистов — «колонне Дуррути». Прибыв в Барселону, встретилась с лидерами ПОУМ Андреу Нином, Хулианом Горкином и Вилебальдо Солано, требуя отправить её на поиски их товарища, её знакомого Хоакина Маурина. Те её отговаривали «жертвовать себя понапрасну», но она присоединилась к анархистской сентурии Себастьяна Фора, где её, впрочем, тоже не допустили к боевым задачам из-за слабого зрения. По той же причине она случайно получила тяжёлый ожог, наткнувшись на котел с кипящим маслом, и попала в госпиталь, где её разыскали родители и вернули домой. Через месяц отряд, в который она вступила, был практически уничтожен (в том числе погибли все женщины в его составе).
Успехи Франко и вмешательство сталинского руководства СССР в дела республиканцев нанесли тяжёлый удар её мировоззрению. Она разочаровывается в идеях социализма и коммунизма, всё более приобщаясь к христианской мистике.
В 1938 году на Страстной неделе Вейль, бывшая еврейкой и атеисткой, становится сторонницей христианства. Впоследствии заведёт дружбу с отцом Жозефом Мари Перреном, с которым будет вести полемику на богословскую и доктринальную тематику.
Во время Второй мировой войны жила в доминиканском монастыре в Марселе и была участницей Сопротивления, в 1942 году бежала в Англию, где примыкала к «Свободной Франции» Шарля де Голля и готовила для неё радиопередачи, хотя во многом и не разделяла его убеждений. Во время войны в знак сочувствия к узникам нацизма ограничила потребление пищи до уровня пайка в гитлеровских концлагерях. Это привело её к преждевременной смерти от сердечной недостаточности, осложнённой туберкулёзом. Вопреки мифу, принимает крещение перед смертью, однако не от священника, а от своей подруги Симоны Дейц.
Большая часть ею написанного была опубликована лишь посмертно и была переведена на десятки языков. В Швеции над популяризацией Симоны Вейль с 1959 года работала критик и литературовед Маргит Абениус.

## Философия
Помимо христианства на её убеждения повлияли иудейский и древнегреческий мистицизм, даже индуизм и буддизм. Тем не менее Вейль отрицательно относилась к обрядовой стороне религии. Главное внимание она уделяла вопросу страдания, особенно страданию невиновных. В ранний период Вейль подходила к этому вопросу с позиций марксизма и социализма, считая необходимым социальное переустройство общества. Позднее она считала главной необходимость восстановления связей человека с природой и обществом, «корней», по её выражению, которые в современном обществе разлагает влияние денег, власти и идеологии. Одним из методов восстановления корней Вейль считает «одухотворение труда». Вейль уподобляет труд смерти и причащению.
Опираясь на свою философскую интуицию, Симона Вейль по кусочкам, разбросанным по разным эпохам, от древности до Новейшего времени, собирает теоретические положения, которые могли бы способствовать пересмотру отношений тела, души и мира. Из-за новизны темы исследований изыскания Симоны отстояли довольно далеко от философского мейнстрима.
С одной стороны, Симона Вейль сохраняет присущий западной онтологии постулат о противопоставлении тела и души, где телу предписывается роль безусловно подчинённая, а душе — главенствующая. С другой стороны, Вейль чувствует напряжённость и проблематичность этого антагонизма, что заставляет её всегда возвращаться к мотиву примирения души и тела, а также к попыткам создать новый способ говорить о них. Данный Симоной ответ оказывается новым для европейской метафизики: отчуждённый труд разобщил тело и душу, лишив первое смысла, а вторую — иного способа выжить на земле. Симона Вейль изучала современные ей отношения человека и быстро развивающейся техники, размышляла о прогрессе и его критериях. Познавая степень авторитарности машины как инструмента власти, Симона пришла к выводу, что и тело — этот угнетатель души — теперь угнетено. Сформировавшийся трудовой распорядок превращает тело в автомат, оно становится ближе к механизму, чем к животному, и тем самым парадоксально вводит человека в животное состояние. Разобщённые ум (душа/дух) и тело становятся инертными, неспособными на субъектность и свободу. От противного Симона Вейль открывает важность симфонии тела и души и впоследствии размышляет о необходимости реформировать науку и технику, чтобы они давали не бо́льшую производительность, но бо́льшую свободу, обеспечить вместе с благополучием «соглашение между человеком и природой, между душой и телом». По этой причине она отрицательно относилась к СССР, ведь, по мнению Симоны, под прогрессом там понимали только наибольшую эффективность. Выводы Симоны Вейль также во многом противоречили идеям тогдашнего анархизма, стоящего на позициях позитивизма (Кропоткин) и атеизма (Гольдман).
Симона Вейль видит решение поставленной ей проблемы не в преклонении перед техникой и не в механизации человека (автоматизироваться должно только производство), но, во-первых, в пересмотре феномена природы и отношения человека с ней, а во-вторых, в сближении искусства и науки, чтобы мыслить более широко. В обретении согласия между телом и душой Вейль видит задачу преодоления власти, разделившей и поработившей их.

## Издания

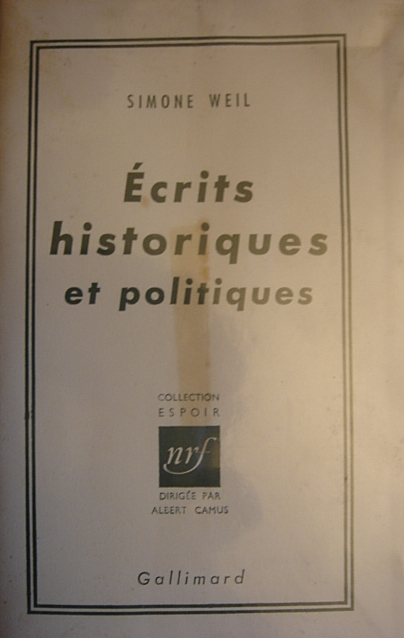

### На русском языке
- Сила тяготения и благодать / пер. Д. Соболевой // Вестник русского студенческого христианского движения. — Париж; Нью-Йорк, 1972.— № 103 (1). — С. 138—144. (Христианская мысль на Западе).
- Илиада, или Поэма о силе / пер. с фр. Кэтрин Темерсон и Александра Суконика. Вступительное слово С. Аверинцева. Послесловие Александра Суконика // Новый мир. 1990. № 6. C. 249—260. (Первая публикация произведения Симоны Вейль на русском языке в СССР).
- Укоренение. Письмо клирику. — Киев: Дух і літера, 2000.
- Тяжесть и благодать / пер. с фр. ; сост. и коммент. Н. В. Ликвинцевой, А. И. Шмаиной-Великановой; предисл. Н. В. Ликвинцевой; вступ. ст. А. И. Шмаиной-Великановой. — М.: Русский путь, 2008.
- Любовь к Богу и несчастье / пер. с фр. и примеч. Петра Епифанова // Континент. 2009. № 141.
- Дружба. Глава из трактата «Формы неявной любви к Богу». Из переписки / вступ. ст. и пер. с фр. Петра Епифанова // Иностранная литература. 2010. № 8. C. 116—161.
- «Сердцевина радости»: эссе и письма Симоны Вейль // Синий диван. 2011. № 16. С. 129—148.
- Формы неявной любви к Богу / пер. с фр., предисл., статьи и комм. П. Епифанова (два письма к о. Жозефу-Мари Перрену переведены Н. Ключаревой). — СПб.: Своё издательство, 2012. — 510 с., илл.
- Личность и священное / пер. с фр. П. Епифанова. — СПб.: Jaromir Hladik Press, 2019.
- Тетради. Том 1—2: 1933—1942 / пер. с фр., сост. и примеч. П. Епифанова. — СПб.: Издательство Ивана Лимбаха, 2016.
- Тетради. Том 3: февраль — июнь 1942 / пер. с фр., сост. и примеч. П. Епифанова. — СПб.: Издательство Ивана Лимбаха, 2019.
- Тетради. Том 4: июль 1942 — август 1943 / пер. с фр., сост. и примеч. П. Епифанова. — СПб.: Издательство Ивана Лимбаха, 2022.